# Glavinitsa (Albânia)
Glavinitsa (em búlgaro:  Главиница) ou Glavnitsa (em búlgaro:  Главница) é uma antiga cidade medieval da Bulgária em Cutmichevitsa. Há especulações e controvérsias em torno de sua localização, mas provavelmente ocorreu no local de Balshi, onde a Inscrição de Balshi foi encontrada.
De acordo com a hipótese alternativa, este é o atual Vlora ou Valona em italiano. Vem do antigo nome da cidade de Glavona.